# جيريمي أوبراين
جيريمي أوبراين (بالإنجليزية: Jeremy O'Brien)‏ هو فيزيائي أسترالي، ولد في 7 نوفمبر 1975 في أستراليا.